# Den Syvende Dværg
Den Syvende Dværg er en korthistorie i Eoin Colfer fantasy-serie Artemis Fowl. Den blev udgivet første gang som en enkeltstående bog til World Book Day i 2004 og kostede £1 i Storbritannien, €1 i Europa eller en World Book Day token. Den blev udgivet som en af korthistorierne i Artemis Fowl Files sammen med Optagelsesprøven . I seriens kronologi foregår Den Syvende Dværg efter begivenhederne i Artemis Fowl (2001) og Artemis Fowl: Det Arktiske Intermezzo (2002). Titlen refererer til Snehvide og de Syv Små Dværge.

## Handling
Artemis Fowl lokker dværgen, Smulder Muldwerfer til New York City og bringer ham herefter tilbage til Irland og stjæler den uvurderlige Fei Fei-tiara, da indeholder en unik blå diamant. Artemis påstår at han vil bruge den til en laser. En bande af seks dværge, ledet af Sergei, har allerede stjålet tiaraen og planlægger at sælge den i det cirkus, hvor de arbejder under dække, og hvor adskillige europæiske juvelerer kommer. Mens dværgene optræder i cirkusset sniger Muldwerfer sig ind og tager tiaraen, og slår også lederen ud.
NIS-kaptajnen Holly Short har slappet af på et luksusresort, der tilhører Folket, mens de venter på at Rådet får renset sit navn for episoden på Fowl Manor. Foaly ringer og siger, at hun skal spore Artemis' fly; NIS er blevet alarmeret af en Muldwerfers stjålne NIS-hjelm. Short fanger Artemis med tiaraen, men ikke før han formår at bytte den uvurderlige blå diamant ud med en falsk ditto.
Holly tager tiaraen og vil slette Artemis hukommelse om Folket. Artemis påpeger, at han kun har udført en kriminel handling i menneskenes verden, og ikke har gjort noget for at afsløre Folket. Short ved heldgivis ikke noget om at Muldwerfer har været involveret.
Det viser sig at den blå diamant har den samme farve som Artemis' fars øjne, og han giver diamanten til sin mor, Angeline, og lover at han nok skal finde sin far.